# Zugangserschwerungsgesetz
A Zugangserschwerungsgesetz (Lei de Impedimento de Acesso, ou ZugErschwG) era uma lei alemã que visava dificultar o acesso ao World Wide Web com representações de atividade sexual por e de crianças (pornografia infantil). O Departamento Federal de Polícia Criminal manteria uma lista de sites com pornografia infantil, conforme definido pela lei criminal alemã. Uma estratégia dupla foi pretendida: se fosse impossível de remover sites ofensivos em tempo hábil, os provedores de serviço de internet seriam obrigados a bloquear o acesso ao site por meio de envenenamento de DNS. Os “Surfistas” seriam redirecionados para uma página com um sinal de “Pare”. Não foi planejado nenhum processo somente por tentativa de acesso a site ou domínio bloqueado.
O movimento para introduzir o bloqueio a internet começou em 2008; foi promovido por Ursula von der Leyen, então, ministra de assuntos familiares, que fez campanha para os ISPs introduzem o bloqueio por meio de acordos de autorregulamentação com o governo. Alguns provedores assinaram tais acordos, mas antes que quaisquer medidas pudessem ser implementadas, o governo decidiu que uma base legal mais forte era necessária. Isso levou o Bundestag a aprovar a Zugangserschwerungsgesetz em 18 de junho de 2009. Desde o início, o projeto foi objeto intenso de debate politico, na qual o ministro da família ganhou um apelido icônico — uma junção da palavra alemã Zensur para “censura” e seu primeiro nome Ursula. Argumentos foram apresentados de que esse bloqueio era ineficaz e visto como uma introdução à censura e muitos especialistas jurídicos acreditavam que o ato violava a constituição alemã.
A maré mudou quando as eleições federais em setembro de 2009 levaram a uma mudança na coalizão governamental. Os social-democratas, que apoiaram a lei, sofreram pesadas perdas, sendo substituídos pelos democratas livres, que alcançaram um resultado recorde e se manifestaram contra o bloqueio da Internet. A nova coalizão concordou que nenhuma outra ação em direção ao bloqueio seria feita. Em novembro de 2009, o presidente alemão Horst Köhler decidiu pedir mais informações ao governo antes de poder assinar o ato,, mas, no final das contas, ele não encontrou motivos para impedir a aprovação do ato e deu sua assinatura em fevereiro de 2010. Como o novo governo já havia decidido não implementar o bloqueio da Internet, uma “diretiva de não aplicação” foi emitida pelo governo, instruindo o Departamento de Polícia Criminal que apenas as disposições de retirada do ato deveriam ser usadas. Uma revisão ocorreria após um ano. Em abril de 2011, o governo finalmente decidiu revogar completamente a Zugangserschwerungsgesetz. O projeto de lei de revogação concluiu sua aprovação no Bundestag em 1º de dezembro de 2011.